# Anthurium ottobuchtienii
Anthurium ottobuchtienii är en kallaväxtart som beskrevs av Thomas Bernard Croat. Anthurium ottobuchtienii ingår i släktet Anthurium och familjen kallaväxter. Inga underarter finns listade.